# Juhnov
Juhnov (ruski: Ю́хнов) — je upravno središte Juhnovskog rajona Kaluške oblasti u Rusiji.

## Općenito
Kod OKATO za ovaj grad je 29250501. Brzoglasni pozivni broj je (+7) 48436. 
Po stanju od ožujka 2007. (podatak s ru.wiki), gradonačelnik je Nikolaj Sergejevič Utkin.

## Zemljopisni položaj
Nalazi se na zapadu Kaluške oblasti, na desnoj obali rijeke Ugre, na auto-cestovnoj prometnici Moskva-Roslavlj (A101), 35 km od željezničke postaje Mjatlevske linije Kaluga-Vjazma, 85 km od Kaluge. Zemljopisne koordinate su mu 54°45' sjeverne zemljopisne širine i 35°14' istočne zemljopisne dužine.
Vremenska zona: Moskovsko vrijeme (UTC+3, ljeti +4).

## Povijest
Za ovaj grad se zna od 15. stoljeća, od utemeljenja juhnovskog kazanskog muškog samostana (Juhnovska pustinja, ruski: Юхновская Пустынь). Uzima se da je utemeljen 1410. godine.
1611. su ga srušili Poljaci, a ponovno je izgrađen 1633.
1777. je ukazom Ekaterine II naselje dobilo status grada.
1796. ujezdni (kotarski) je grad Smolenske gubernije.
Razvitku grada u 19. stoljeću je umnogome bio u svezi s izgradnjom moskovsko-varšavske prometnice.
Mjesni kupci su se zanimali za kupnju na veliko kruha, lanovog sjemena, sirovih koža i splavarenjem trupaca Ugrom u Oku.
Do listopadske revolucije u gradu su radile dvije tvornice za preradu drva.
Požar je 1921. skoro sasvim uništio grad, ali je vrlo brzo bio ponovno izgrađen.
Gospodarstvo je zabilježilo rast; pojavili su se i predionica lana, tiskara, tvornica škroba, igračaka, glazbala.
Za vrijeme Velikog Domovinskog rata, Juhnov je bio okupiran od 5. listopada 1941. do 5. ožujka 1942.

## Gospodarstvo
Predionica lana, mljekara, drvni kombinat. 
Juhnov je središte poljodjelskog rajona: uzgaja se raž, pšenica, proso, ječam i lan. Od stočarstva, uzgaja se krupna rogata stoka, a bitno je i svinjogojstvo i ovčarstvo.

## Stanovništvo
U Juhnovu živi 7,5 tisuća stanovnika, po procjenama iz 2005.

## Vanjske poveznice
- Neslužbene gradske stranice
- Povijest juhnovskog grba[neaktivna poveznica]